# Ричмънд (окръг, Джорджия)
Вижте пояснителната страница за други значения на Ричмънд.
Окръг Ричмънд (на английски: Richmond County) е окръг в щата Джорджия, Съединени американски щати. Площта му е 850 km², а населението - 212 775 души (2000). Административен център е град Огъста.